# Sally Mann
Pour les articles homonymes, voir Mann.
Sally Mann (née le 1er mai 1951 à Lexington en Virginie) est une photographe américaine.
Elle photographie le plus souvent en noir et blanc. Elle réalise ses prises de vue surtout en extérieur, la plupart du temps dans sa grande propriété à Lexington, isolée dans les bois des montagnes Blue Ridge. Ses sujets de prédilection sont les membres de sa famille et ses amis proches, la nature qui l'entoure (et particulièrement les paysages de Virginie), ou le rapport au vivant et à la mort. Ses photographies jouent sur des contrastes profonds, conférant à des sujets un caractère pouvant évoquer le romantisme américain d'Emerson et de Thoreau.
Une de ses séries a déclenché des controverses, car il lui a été reproché d’avoir utilisé ses enfants, parfois nus, comme modèles.
Elle obtient en 2020 la Centenary Medal de la Royal Photographic Society et en 2021 le prix Pictet pour sa série intitulée Blackwater.

## Biographie
Née en 1951 en Virginie, Sally Munger est la fille de Robert Munger et Elizabeth Munger. Elle effectue des études jusqu'au début des années 1970 : elle est diplômée notamment de la Putney School en 1969, puis du Hollins College en 1974/1975. Elle se marie en 1970 avec un avocat, Larry Mann.
Elle travaille dans un premier temps pour l'université Washington et Lee. Puis se consacre à la création photographique. Elle se fait connaître du grand public par son œuvre At Twelve, publiée en 1988. La série Immediate Family publiée en 1990, augmente encore sa notoriété mais lui vaut aussi des critiques et des controverses. D'autres séries et recherches photographiques suivent.
Son mari Larry Mann a été diagnostiqué d'une dystrophie musculaire vers 1996. Ils ont eu trois enfants, et se sont installés dans une maison construite au sein de la ferme familiale de Sally Mann à Lexington, en Virginie.
Elle utilise le plus souvent pour ses photos, un appareil à soufflet 8x10 vieux de 100 ans, qui, de son point de vue, adoucit le résultat et rend les clichés intemporels. Puis, à la fin des années 1990, elle recourt à des plaques négatives au collodion, un procédé du XIXe siècle. À contre-courant des tendances de la photographie au XXe siècle, elle semble renouer avec le pictorialisme.
Ses œuvres sont présentes dans les collections de nombreux musées aux États-Unis et dans le monde : entre autres au Museum of Modern Art de New York, au musée d'art moderne de San Francisco, au musée de l'université Harvard à Cambridge, au musée d'Art métropolitain de Tokyo.

## Œuvre (sélection)
Principales séries photographiques.

### SérieAt Twelve: Portraits of Young Women
Cette série a fait l'objet d'un recueil publié en 1988, regroupant un ensemble de photos d'adolescentes de douze ans. Le Musée de la photographie contemporaine de Chicago déclare sur son site que ces photos « capturent les émotions déroutantes et les identités en développement des adolescentes ».

### SérieImmediate Family
Immediate Family a fait l'objet d'un recueil publié en 1992 et d'expositions. Elle y montre son fils Emmet et ses deux filles Jessie et Virginia dans l'intimité de la vie de tous les jours, dans la grande ferme familiale près des montagnes Blue Ridge, ou dans les paysages de Virginie qui l'entoure. Prises entre 1984 et 1991, ces photographies  de ses enfants, qu'elle regarde grandir, donnent à Sally Mann une renommée internationale mais ne tardent pas à susciter des polémiques dès la seconde moitié des années 1990. La controverse est créée par la nudité des corps sur certaines photos. L'auteure est ainsi parfois accusée d'exhiber ses enfants et son travail se trouve censuré et vandalisé. C'est « une période de nez sanglants et de nudité sauvage à la maison et au bord de l'eau »,,.
Les enfants, devenus adultes, prennent la défense de leur mère face aux attaques qui persistent bien des années plus tard, comme le montre l'exposition organisée à Lausanne, en 2010, taguée et privée de sponsors.

### Série:Still Time
Le recueil de photographies correspondant à cette série est publié en 1994. Ce sont des photographies de paysages, tirés sur de grands tirages (40 x 50 pouces) en noir et blanc et réalisés à l'aide du procédé au collodion, selon lequel des plaques de verre sont enduites de collodion, plongées dans du nitrate d'argent et exposées alors qu'elles sont encore humides, un procédé qui laisse des défauts sur les images mais leur donne une certaine patine et un côté mystérieux. Ses œuvres tentent de capter l'impalpable et l'invisible. Cette mise en image de paysages, les paysages de Virginie qu'elle parcourt depuis son enfance, semble marquée par une tradition de la philosophie américaine, dans sa version transcendantaliste et romantique (à la façon d'Emerson et de Thoreau), de l’osmose avec la Nature, bien loin du monde moderne.

### Série:Proud Flesh
Ce recueil de photos est publié en 2009. C'est une étude réalisée sur six ans des effets de la dystrophie musculaire sur le corps malade de son mari Larry Mann, constituant ainsi un portrait d'une franchise touchante d'un homme fragilisé. Elle photographie son mari en utilisant le même procédé de la plaque humide au collodion,.

## Expositions

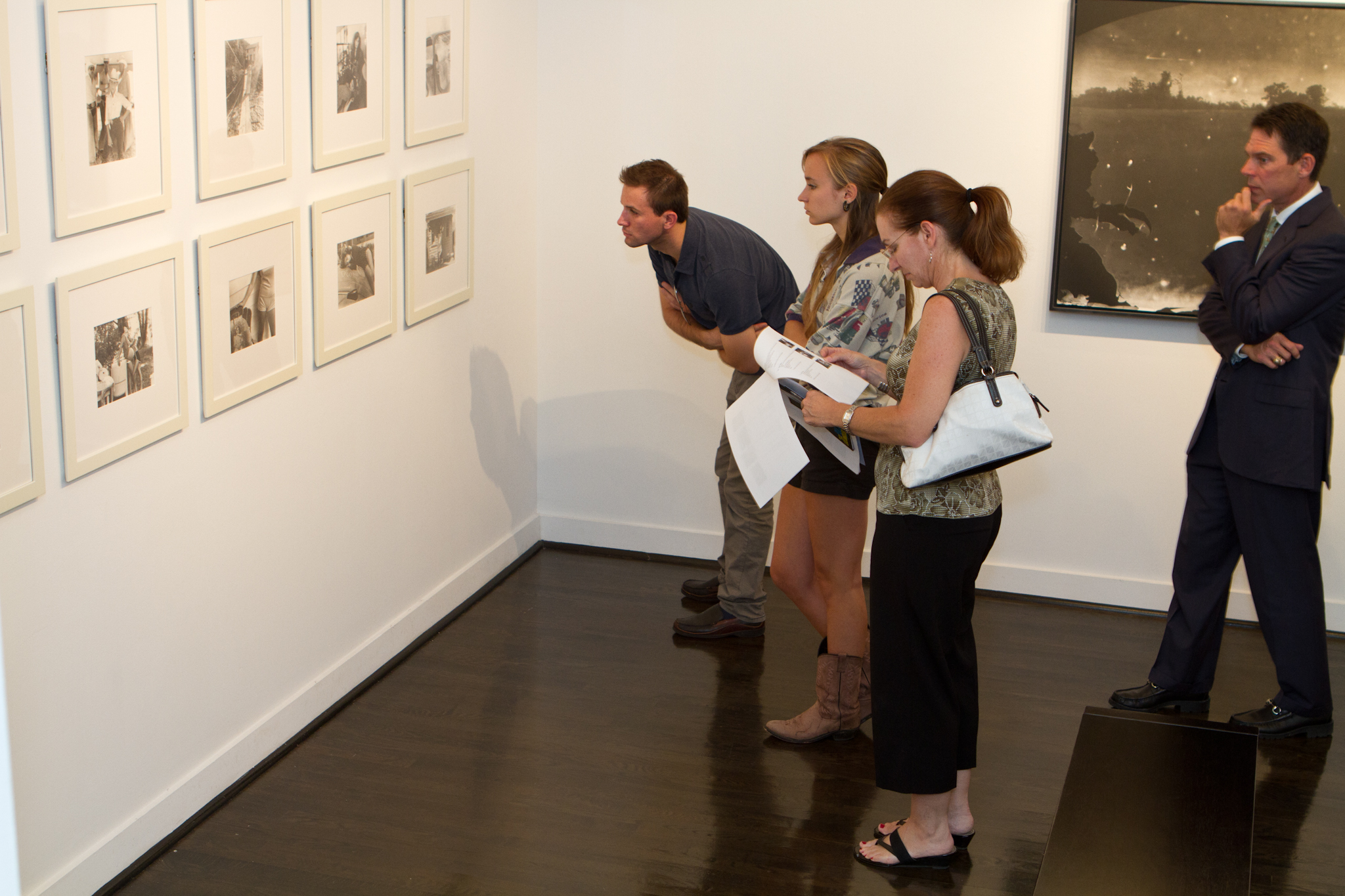
Exposition de photos de Sally Mann en 2011 à la galerie Jackson Fine Art à Atlanta.

Des expositions sont régulièrement consacrées à l'œuvre de Sally Mann à travers le monde.

### Expositions collectives
- 2024 : Beauté fragile : photographies de la collection Sir Elton John et David Furnish rassemblant plus de 300 photographies de 140 photographes couvrant la période de 1950 à nos jours qui relatent l'histoire de la photographie moderne et contemporaine, explorant des thèmes tels que la mode, le reportage, le portrait de célébrités, le corps masculin et la photographie américaine, avec des œuvres de nombreux artistes contemporains, parmi lesquels notamment Diane Arbus, Richard Avedon, Lewis Baltz, William Eggleston, Bruce Davidson, Nan Goldin, Peter Hujar, David LaChapelle, Herman Leonard, Sally Mann, Robert Mapplethorpe, Zanele Muholi, Herb Ritts, Cindy Sherman, Alec Soth ou encore Ai Weiwei, Victoria and Albert Museum, South Kensington, Londres, du 18 mai 2024 au 5 janvier 2025 [11],[12],[13]

## Collections
Les œuvres de Sally Mann sont présentes dans les collections de nombreux musées aux États-Unis et dans le monde : entre autres au Museum of Modern Art de New York, au musée d'art moderne de San Francisco, au musée de l'université Harvard à Cambridge, au musée d'Art métropolitain de Tokyo

## Principales publications
- Second Sight, The Photographs of Sally Mann (1982)  (ISBN 0-87923-471-7)
- At Twelve, Portraits of Young Women (1988)  (ISBN 0-89381-330-3)
- Immediate Family (1992)  (ISBN 0-89381-523-3)
- Sally Mann: Still Time (1994)  (ISBN 0-89381-593-4)
- Mother land: recent landscapes of Georgie and Virginia (1997)
- What Remains (2003)  (ISBN 0-8212-2843-9)
- Deep South, Bullfinch Press, New York, 2005  (ISBN 978-0-8212-2876-0)
- Proud Flesh Aperture Press, New York, 2009.  (ISBN 978-1-59711-135-5)
- Hold Still: A Memoir with Photographs, Little, Brown and Company, New York, 2015  (ISBN 978-0-316-24776-4)

## Récompenses et distinctions
Liste non exhaustive
- 1982, 1988, 1992 : National Endowment for the Arts Individual Artist Fellowship
- 1987 : John Simon Guggenheim Memorial Foundation Fellowship
- 2006 : Corcoran College of Art and Design Honorary Doctor of Fine Arts
- 2020 : Centenary Medal de la Royal Photographic Society and Honorary Fellowship[14]
- 2021 : prix Pictet[15] pour sa série intitulée  Blackwater.